# Герб Вестманланду
Герб Вестманланду (швед. Västmanlands vapen) — символ історичної провінції (ландскапу) Вестманланд. 
Також вживається як офіційний символ сучасного адміністративно-територіального утворення лену Вестманланд.

## Історія
Герб ландскапу відомий з опису похорону короля Густава Вази 1560 року. 
Як герб лену цей знак затверджено 1943 року.

## Опис (блазон)
У срібному полі синій тригорб, з якого виходять три червоні вогняні язики. 

## Зміст
Тригорб з вогняними язиками мав символізувати копальню срібла в Сала. 
Згодом три пагорби трактовано як гірничі розробки в містечках Сала, Нурберг і Шіннскаттеберг.
У 1943 році затверджено герб у теперішньому вигляді.
Герб ландскапу може увінчуватися герцогською короною. Герб лену може використовуватися органами влади увінчаний королівською короною.